# Elisabeth Schmirl
Elisabeth Schmirl (* 1980) ist eine österreichische Künstlerin, Kuratorin, Kulturarbeiterin, Lehrende und Vermittlerin.

## Leben
Schmirl studierte an der Universität Mozarteum Salzburg Grafik, Malerei und Neue Medien. Das Diplom wurde ihr 2006 verliehen. Sie ist Gründerin und Obfrau der Kulturinitiative periscope - Initiative für Kunst- und Zeitgenoss*innen. Im Rahmen dieser Tätigkeit realisiert, vermittelt und kuratiert sie seit 2006 Kunst- und Ausstellungsprojekte in Salzburg. 2015 mitbegründete sie den Verein SUPER - Initiative zur Nutzung von Leerständen als Handlungsräume für Kultur und Wissen. Als Obfrau der Initiative, widmet sie sich der Beförderung und Erschließung von kulturellen Zwischennutzungen von Leerständen für temporäre Kulturprojekte. Sie arbeitete von bis auch an der Internationalen Sommerakademie für Bildende Kunst Salzburg. Sie lehrt seit 2019 als Professorin an der Kunstuniversität Mozarteum Salzburg am Standort Innsbruck des Departments für Bildende Künste und Gestaltung Malerei und Grafik.

## Werk
Elisabeth Schmirl widmet sich in ihrem künstlerischen Schaffen der Aufgabe Bedingungen zu stellen, die reale und imaginierte Bildräume entstehen lassen - um intuitiv die Vergangenheit zu bearbeiten, die Zukunft zu erfinden und die Gegenwart in ihrem jetzigen Zustand aufzulösen.
Die Arbeiten von Elisabeth Schmirl wurden international in Galerien und Institutionen wie dem Museum der Moderne Salzburg, der Kunsthalle Wien, der Técla Sala, Villa Croce Museum of Contemporary Art oder auch dem Salzburger Kunstverein ausgestellt. Sie wurde mit mehreren Preisen ausgezeichnet, unter anderem mit dem Förderpreis und dem Jahresstipendium des Landes Salzburg für Bildende Kunst. Sie wurde für den Kardinal König Kunstpreis und für den Großen Kunstpreis des Landes Salzburg nominiert. Im Jahr 2019 erhielt sie das Staatsstipendium für bildende Kunst des österreichischen Bundeskanzleramtes. Ihre Werke befinden sich in öffentlichen Sammlungen wie der des Salzburg Museum, des Museum der Moderne Salzburg, der Artothek des Bundes oder der Kunstsammlung des Landes Salzburg.
Schmirl gründete und betreibt seit 2001 eine offene Druckwerkstatt in Salzburg in der traditionelle als auch experimentelle Prozesse zwischen Druckgrafik, Malerei und Fotografie erprobt werden. Siebdruck, Radierung, Hochdruck, Flachdruck und neuere druckgrafische Prozesse werden dabei ebenso beforscht wie Zeichnung und Edeldruckverfahren wie Salzdruck (fotogenische Zeichnung), Transferdruck, Gummidruckverfahren, Cyanotypie oder Diazotypie. Wobei ihr Interesse an diesen Prozessen im Konzeptionellen, Unikathaften und Malerischen liegt. 2019 entwickelte sie den Salon Riso. In Kollaboration mit dem Salon Riso steht es Künstlern frei, experimentelle Formen und Projekte der Risographie zu verfolgen und zu erproben.

## Ausstellungen

### Einzelausstellungen
- 2021: Galerie Sophia Vonier, Salzburg, VOID VOLUME[6]
- 2017: Mönchsbergpassagen - public space, Salzburg, Festival für zivile Auftragskunst
- 2017: Galerie Trapp, Salzburg, Was geht. Was kommt. Was folgt.[7]
- 2016: Galerie Marenzi, Leibnitz, Between Stimulus and Response[8]
- 2014: Galerie Trapp, Salzburg, Komorebi[9]
- 2013: Museum der Moderne Rupertinum, Salzburg, Younger than Yesterday[10]
- 2012: Salzburger Kunstverein, ...The Context of Uncertainty
- 2012: Galerie Weihergut, Salzburg, hell wach
- 2012: Galerie Schloss Puchheim, Attnang-Puchheim, Grundlos Glücklich
- 2011: Galerie 5020, Salzburg, How Do I Look at the World
- 2009: Galerie Eboran, Salzburg, als du denkst...
- 2009: Kunst auf der Festung, Salzburg, Room with a View
- 2009: kunstraum planD, Düsseldorf (DE), Ist das so

### Ausstellungsbeteiligungen
- 2022: Künstlerhaus Salzburg, Salzburg, Is it me, am I the drama?[11]
- 2021: Futurological Congress, Gdansk (PL), Sharing Water
- 2021: Stadtgalerie Lehen, Salzburg, one artist - one minute
- 2021: Talmuseum Usern, Andermatt (CH), Sharing Water
- 2021: Project Space Neuland, Bochum (DE), Die Grüne Diele
- 2021: Town Museum Králiky (CZ), Sharing Water
- 2021: plan.d., Düsseldorf (DE), Garden of pandemic delights
- 2020: Stadtgalerie Waidhofen, Niederösterreich, Alphabet des Anarchischen Amateurs
- 2020: Ebensberger Rhomberg, Salzburg, Fortress of Salt
- 2020: Salzburger Kunstverein, Salzburg, Common Ground
- 2019: Galerie Sophia Vonier, Salzburg, Based in Salzburg
- 2019: Galerie Das Zimmer, Mozarteum Salzburg, Extrazimmer VIII
- 2019: <rotor>, Graz, Herbert Müller Gutenbrunn
- 2019: Galerie Trapp, Salzburg, Gallery Group
- 2019: MotzArt Festival, ARGE Kultur Salzburg, Tools of Subversion
- 2018: Parallel Vienna, Wien, Project Statement
- 2018: Neuer Sächsischer Kunstverein, Dresden (DE), Brecht - Ausstellung im Kontext zum Werk
- 2018: Im Hinterzimmer, Karlsruhe (DE), Panoptikum
- 2018: TOS Präsentation auf der re:publica, Berlin
- 2017: Stadtgalerie Lehen, Salzburg, Be my Guest
- 2016: oqbo / räum für bild ton wort, Berlin (DE), Geräusche sehen
- 2016: alte Gärhallen, Obertrum, Goldilocks effects
- 2016: Stadtgalerie im Rathaus, Salzburg, Der Mensch ist gar nicht gut - zum Werk von Bertolt Brecht
- 2016: Parallel Vienna, Dominikanerbastei Wien, Project Statement
- 2015: 68projects, Berlin (DE), Queertopia. It takes a village
- 2015: Maxxx project:space, in Kooperation mit Ecole cantonale d'art du Valais, Sierre (CH), Prosopopoeia
- 2015: Galerie Trapp, Salzburg, mit ohne Licht
- 2014: Galerie im Salzamt, Linz, Papier 1
- 2014: Leopold Museum, Wien, Art Austria, Gallery Statement
- 2013: Glockengasse No9, Wien, Coaching a Collective
- 2013: Galerie Säulenhalle Rathaus, Salzburg, SAFIR
- 2012: Kunsthalle, Wien, Parallelwelt Zirkus
- 2012: Galerie Peithner-Lichtenfels, Wien, Beyond Surface

## Auszeichnungen
- 2019: Staatsstipendium für Bildende Kunst des österreichischen Bundeskanzleramtes
- 2015: Jahresstipendium des Landes Salzburg (Nominierung)
- 2012: Förderpreis des Landes Salzburg
- 2011: Großer Kunstpreis des Landes, Traklhaus, Salzburg
- 2009 Start-Stipendium für Bildende Kunst des BMUKK
- 2009: Kardinal König Kunstpreis (Nominierung)
- 2001: Slavi-Soucek Stipendium

## Residencies
- 2011: Arbeitsaufenthalt Budapest, Atelierstipendium Berlin des Landes Salzburg
- 2010: Atelierstipendium der Jeune Création Européenne, Montrouge/Paris
- 2009: Virginia Center for the Creative Arts USA Atelier des Landes Salzburg, Cité Internationale des Arts, Paris